# Liuva II.
Liuva II. (* 583/584; † Juni/Juli 603) war von Dezember 601 bis Juni/Juli 603 König der Westgoten.
Liuva war der Sohn und Nachfolger des Königs Rekkared I. Ob er von seinem Vater zum Mitregenten gemacht oder zum Nachfolger designiert worden war und ob eine Wahl stattfand, ist unbekannt. Aus dem Bericht des Geschichtsschreibers Isidor von Sevilla, der Liuva rühmt, geht hervor, dass Liuva bei seiner Thronbesteigung achtzehn Jahre alt war. Er war ein uneheliches Kind, seine Mutter war niedriger Herkunft. Seine kurze Regierungszeit von anderthalb Jahren war ohne bedeutende Vorkommnisse. Liuva wurde das Opfer einer Verschwörung Witterichs, der sein Nachfolger wurde. Bald nach dem Umsturz ließ Witterich seinem Vorgänger die rechte Hand abschlagen, um ihn herrschaftsunfähig zu machen; ob Liuva an der Verletzung starb oder erst später auf Befehl Witterichs ermordet wurde, ist unklar. Mit Liuvas Tod endete die von König Leovigild gegründete Dynastie.